# Алу Алханов
Алу Алханов е руски политик, бивш президент на Чеченската република. Бил е генерал-лейтенант от руската милиция.
На 1 септември 2004 година е избран за президент на Чеченската република след убийството на неговия предшественик Ахмад Кадиров. На изборите за него гласуват 73 % от избирателите.
Женен, с два сина и дъщеря.